# Grossoseta johnsoni
Grossoseta johnsoni is een vliegensoort uit de familie van de breedvoetvliegen (Platypezidae). De wetenschappelijke naam van de soort is voor het eerst geldig gepubliceerd in 1961 door Kessel.